# آستین امبسدور
آستین امبسدور (Austin Ambassador) خودرویی است که در سال‌های ۱۹۸۲ تا ۱۹۸۴ تولید شده‌است. این خودرو در کلاس خودرو سایز بزرگ قرار گرفته، است. سیستم جعبه‌دندهٔ آن به دو صورت خودکار و دستی است.